# Ödesår
Ödesår (tyska: Schicksalsjahre) är en tysk miniserie i två delar från 2011, baserad på en bok av Uwe-Karsten Heye. 

## Handling
Serien utspelar sig i Tyskland under andra världskriget. Ursula är förtjust i sångaren Wolfgang och tack vare en företagsam väninna får hon jobb som hans pianist. 
De blir kära och gifter sig 1939, men skiljs åt av kriget. Ursula får höra att hennes man är död och hon kämpar för att ta hand om deras två barn i det kaotiska tillstånd som Tyskland är i både under och efter kriget. 
På något vis lyckas hon genom list, målmedvetenhet och sitt skickliga pianospel komma ur de flesta faror som lurar överallt.

## Rollista i urval
- Maria Furtwängler - Ursula Heye
- Pasquale Aleardi - Wolfgang Heye
- Dorka Gryllus - Norah Kellermann
- Rosel Zech - Martha Engler
- Günther Maria Halmer - Franz Engler
- Heikko Deutschmann - Heinrich Nolde
- Nicole Marischka - Hilde
- Benjamin Trinks - Uwe Heye